# 第一代白金汉公爵乔治·维利尔斯
乔治·维利尔斯（George Villiers，1592年8月28日—1628年8月23日）第一代白金汉公爵（1st Duke of Buckingham）英格蘭政治家。1614年成為詹姆斯六世及一世的寵臣，1616年任侍從長，1617年封伯爵，次年升侯爵。1619年任海軍大臣。在众多的宠臣中，乔治·维利尔斯因為長相俊美，最受詹姆士六世及一世青睐，1623年2月获得白金汉公爵的封号。
當他與王子查理在西班牙求婚被拒並遭受冷遇後（原本計劃讓查理娶西班牙公主），他轉而主張對西班牙開戰，並成為英國的首席重臣。他在1623-1628年時聯合主戰的議會，先後對天主教的西班牙帝國與法國發動戰爭，但英軍在訓練裝備不足、資金缺乏的情況下接連失敗。他安排新國王查理一世（1625年登基）與法國公主的婚事，但為了支援新教的胡格諾派，英國仍在1627年與法國兵戎相見。他在聖馬丹德雷圍城戰敗給法軍，導致盟軍胡格諾派在1628年的拉羅歇爾之圍失敗陷落。主張開戰但卻吝於給錢的下議院議員們對他群起圍攻，要求他下台負責並趁機削弱王權。1628年他被刺殺身亡，留下故主查理一世單獨和議會奮戰，最終爆發了英國內戰。

## 相关文学作品
- 大仲马通俗历史小说《三劍客》中，被描述为法国王后奥地利的安娜的情夫，號稱「全歐洲最帥的男人」。